# Alexandre Chevallon
Alexandre Chevallon est un homme politique français né le 15 octobre 1798 à Romagne (Vienne) et mort le 17 juillet 1874 à Balaruc-les-Bains.

## Biographie
Militant libéral, affilié aux carbonari, il voyage beaucoup pour des raisons politiques. Il se lance aussi dans l'industrie, comme fabricant de chaux. Il est député des Deux-Sèvres de 1848 à 1849, siégeant à gauche. Non réélu en 1849, il devient administrateur de l'hôtel des Invalides, avant de reprendre ses activités industrielles sous le Second Empire.

## Sources
- « Alexandre Chevallon », dans Adolphe Robert et Gaston Cougny, Dictionnaire des parlementaires français, Edgar Bourloton, 1889-1891 [détail de l’édition]